# Ophioglossum usterianum
Ophioglossum usterianum là một loài dương xỉ trong họ Ophioglossaceae. Loài này được Christ in A.Usteri mô tả khoa học đầu tiên năm 1911.
Danh pháp khoa học của loài này chưa được làm sáng tỏ. 